# Roger Dérieux
Roger Dérieux, né le 28 janvier 1922 à Paris et mort le 26 septembre 2015 à Castelnau-Montratier,, est un peintre français rattaché à l'école de Paris.

## Biographie

### Famille
Roger Dérieux est le fils du poète Henry Dérieux, qui lui transmet l'amour de la littérature.

### Carrière
En cinquante ans, il a produit une quarantaine de livres d’artistes.

## Expositions
- « Paul Aïzpiri, Roger Dérieux, Gaëtan de Rosnay, Maurice Verdier », galerie Roux-Hentschel, Paris, 1947[3]